# Blancheporte
Blancheporte (ou CIVAD, Compagnie Internationale de Vente À Distance) est une entreprise de vente à distance par internet et catalogue de vêtements et de linge de maison, originaire de Tourcoing dans le département français du Nord. Fondée en 1806 par la famille Dassonville, elle fête en 2006 ses 200 ans d’existence.

## Histoire
En 1806, la famille d'Alexis Dassonville s'installe à Tourcoing et fabrique et vend ses étoffes sur la Grand-Place de la commune. L'entreprise n'en est qu'une parmi toutes celles que compte l'industrie textile dans la cité. La filature reste dans la famille Dassonville jusqu'en 1890, où elle est rachetée par la société Legrand et Cie.
Le  29 mai 1920, l’usine prend le nom d'« Usine de Blanche Porte » (d’après le hameau auquel elle était rattachée).  Elle se spécialise dans le drap « chaîne retors », des draps qui résistent selon leur publicité de l'époque « à plus de cent lessives ». Dans le même temps, l'entreprise communique au travers de prospectus et d'encarts publicitaires dans les magazines féminins de l'époque. En 1921, l'entreprise se lance, déjà, dans la vente à distance et met en place les points de dépôt. Dès 1924, les commandes sont expédiées en 48 heures et le fichier client compte 45 000 adresses. En 1931, le patron, Théodore Wibaux-Wattinne, et ses héritiers André et Raymond se tuent dans une avalanche au mont Chenaillet ; c'est l'épouse Gabrielle Wibaux-Wattinne qui prend les commandes de l'entreprise. En 1934, elle fait éditer le premier catalogue blanc de six pages, à 300 000 exemplaires. Pour la première fois de l'habillement faisait son entrée dans l'entreprise. Peu à peu, Blancheporte abandonne la fabrication et devient distributeur à distance de vêtements et de linge de maison.
Jusqu'en 1955, l'activité principale de l'entreprise reste le tissage et la vente en gros ; la vente par correspondance reste une activité annexe. En 1956, la Tunisie devient indépendante, et de ce fait, Blanche Porte perd ses débouchés en Afrique du Nord. C'est la fin de l'activité industrielle en 1963. L'entreprise spécialise son activité dans la vente par correspondance du fait de la volonté de Raymond Wibaux, le fils de Gabrielle. Au début des années 1970, la première collection homme fait son apparition dans leur catalogue. L'entreprise est prospère mais le 25 février 1976, un incendie ravage les stocks.
En 1983, le Groupe 3SI (à l'époque 3 Suisses International) prend une part majoritaire dans le capital. L'entreprise emploie alors 1 000 employés. Blancheporte se place alors no 3 français de la vente à distance. En 1985, le catalogue est édité à six millions d'exemplaires. Durant les années 1990, l'entreprise connaît la déchéance : réduction d'effectif et réorganisation. Depuis les années 2000, l'entreprise se recentre vers la clientèle sénior. En 2007, la Blanche Porte devient Blancheporte pour amplifier le changement de cap. Depuis l'entreprise édite deux catalogues généraux par an et une dizaine de catalogues spécialisés.  
En juin 2015, 3Si annonce la vente de ses filiales Becquet, Blancheporte et Venca.
En mars 2016, Blancheporte est repris par son directeur général Frank Duriez et de Dany Gosset, son experte .
En 2018, le président  annonce avoir réalisé 171 millions de chiffre d'affaires en 2017 avec un effectif de 200 personnes et retrouvé la rentabilité après 10 ans de pertes